# Фришчич, Иосип
Иосип Фришчич (хорв. Josip Friščić 15 августа 1949, Суботица-Подравска, сейчас Копривницко-Крижевацкая жупания в Хорватии — 23 января 2016) — хорватский политический деятель, заместитель Председателя хорватского парламента, бывший глава Хорватской крестьянской партии (до 28 января 2012).

## Биография
Проживал в общине Копривнички-Иванец, в которой за годы общественной работы существенно улучшил социальную сферу и быт. В 1971 году присоединяется к работе Общества финансирования начального образования, а в 1989 году избирается секретарем самоуправляющегося сообщества по интересам, которое занималось вопросами воспитания и начального образования общины Копривнички тогдашней Социалистической Республики Хорватии. Решением жупана Копривницко-Крижевацкой жупании от 29 июня 1993 года он был назначен исполняющим обязанности главы Секретариата по экономике в Копривнички-Иванеце, а в январе 1994 года он назначается на должность и. о. начальника Управления экономики Копривницко-Крижевацкой жупании.
С началом войны в Хорватии и с появлением военной опасности Фришчича был включен в состав муниципального кризисного штаба Копривнички-Иванеца. Он выполняет задачи, связанные с функционированием социальных услуг, и занимается вопросами организации приёма и оказания помощи перемещенным лицам и беженцам. Решением Канцелярии хорватского правительства он назначается председателем Комиссии по сбору и распределению гуманитарной помощи. В 1992 году вступает в ХКП. После принятия Закона о местном самоуправлении и администрации и приобретением вследствие этого городом Копривнички статуса единицы местного самоуправления был назначен начальником Управления финансов и экономики города Копривнички. Два срока Фришчич постановлением скупщины Копривницко-Крижевацкой жупании избирался в состав исполнительного органа жупании.
Долгое время был членом рабочих групп по разработке программ развития муниципалитета Копривнички и Копривницко-Крижевацкой жупании. Особый вклад делает как разработчик программы развития предпринимательских зон малого и среднего предпринимательства и их связи с крупными субъектами хозяйствования. На протяжении многих лет занимает ряд должностей в общественных, спортивных и гуманитарных организациях. После выборов в 2001 году избирается жупаном Копривницко-Крижевацкой жупании, которым остается до 2008 года. В трудовой деятельности особенно проникается улучшением материальной базы сферы социальной заботы о детях дошкольного возраста и младших школьников. Руководил работой по построению ряда объектов в этой сфере при полномасштабном сотрудничестве и оказании помощи хозяйственниками общины Копривнички. Основал большое количество первичных и муниципальных организаций Хорватской крестьянской партии. В 2005—2012 гг. — Председатель ХСП. С 11 января 2008 года — заместитель Председателя хорватского парламента.